# Biserica „Sfinții Arhangheli Mihail și Gavriil” din Țipala
Biserica „Sf. Arhangheli Mihail și Gavriil” este o biserică amplasată în Țipala, raionul Ialoveni, Republica Moldova. Este un monument arhitectural de importanță națională inclus în Registrul monumentelor Republicii Moldova ocrotite de stat cu nr. 777 (raionul Ialoveni). Datează din 1922.